# Kinesisk film
Den kinesiskspråkiga filmen delas vanligen in i tre kategorier, där varje del har genomgått sin egen utveckling: kinesisk film, taiwanesisk film och film från Hongkong. Filmens utveckling på det kinesiska fastlandet har, efter kommunistpartiets maktövertagande 1949, tills alldeles nyligen varit helt underställd partiets lagar, och fortfarande blir många filmer med politiska övertoner censurerade eller förbjudna helt och hållet. Dock brukar de filmerna tillåtas visning på de allt vanligare kommersiella biograferna och filmfestivalerna.
Den största delen av filmerna från det kinesiska fastlandet görs på mandarin, till skillnad från Hongkong där det nästan alltid talas på kantonesiska. "Fastlandsfilmer" som exporteras till Hongkongs biografer dubbas oftast, medan det till största delen mandarintalande Taiwan är en av fastlandsfilmens största importörer.

## Starten: Filmcentrumet Shanghai, 1896-1945

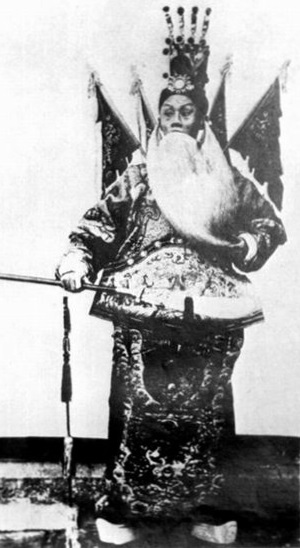
Skådespelaren Tan Xinpei i Slaget om Dingjunshan, 1905

Rörliga bilder kom till Kina 1896, då den första filmvisningen ägde rum i Shanghai den 11 augusti. I november 1905 spelades den första filmen in i Kina, en inspelning av Pekingoperan Slaget om Dingjunshan.  I ett decennium var de flesta filmbolagen utlandsägda, de kinesiska filmbolagen började inte göra sig gällande förrän 1916, då ett filmcentrum började växa upp kring Shanghai, en blomstrande – och den då största staden i fjärran östern. Under 1920-talet lärde filmtekniker från USA upp kinesiska tekniker i Shanghai, och den amerikanska närvaron skulle göra sig påmind i den kinesiska filmen de två närmsta decennierna. Det var under den här tiden som några av Kinas viktigaste filmbolag startades, bland annat Mingxing ("Stjärnfilmer") och Shaw Brothers' Tianyi Film Company ("Unique"). Mingxing, som grundats av Zheng Zhengqiu och Zhang Shichuan gjorde främst korta komedier, dit den äldsta bevarade kinesiska filmen, Arbetarens kärlek (1922), ingick. Mingxing bytte dock snart riktlinje och koncentrerade sig mer på långfilmer och familjedramer, till exempel Föräldralös räddar farfar (1923). Samtidigt började Tianyi rikta sig mer åt dramer, baserade på folklore, och de lyckades även ta sig in på den utländska filmmarknaden med Vit orm (1926) som blev en av deras största succéer i de kinesiska samhällena i Sydostasien.

### Vänsterrörelsen
De första filmerna som skulle komma att göra ett större avtryck i historien började göras på 1930-talet med den "progressiva" eller "vänsterorienterade" rörelsen. Några filmer var Cheng Bugao's Vårens silkesmaskar (1933), Sun Yu's Den stora vägen (1935) och Wu Yonggang's Gudinnan (1934).
Dessa progressiva filmer omtalades för sina bilder av klassmotsättningar och yttre hot (läs: Japans krigshets), lika väl som för sin fokus på vanliga människor: en familj silkesfarmare i Vårens silkesmaskar och en prostituerad i Gudinnan. På grund av succén med dessa filmer kallas tiden ofta för den första "gyllene perioden" inom den kinesiska filmen.
Tre filmbolag dominerade marknaden från det tidiga till mitten av 1930-talet: det nyligen bildade Lianhua ("Förenade Kina"), det äldre och större Mingxing och Tianyi. Medan Mingxing och Lianhua gjorde mer vänsterorienterade filmer, fortsatte Tianyi med mindre socialt medvetna program. 
Nu kom också Kinas första stora filmstjärnor: Hu Die, Ruan Lingyu, Zhou Xuan, Zhao Dan och Jin Yan. Andra viktiga filmer var Den nya kvinnan (1934), Fiskarernas sång (1934), Korsvägar (1937) och Gatans ängel (1937). Nationalisterna och kommunisterna kämpade om makten och kontrollen över filmstudiorna, och deras påverkan kan ses i många av filmerna från den här tiden.

### Shanghai, den isolerade ön
Japans invasion av Kina, och i synnerhet ockupationen av Shanghai, satte stopp för fortsatta framgångar för den kinesiska filmen. Alla filmbolag utom Xinhua Film Company ("Nya Kina") lade ner verksamheten, och många av filmarbetarna flydde från Shanghai till fria städer, speciellt Hongkong och Chongqing, som var nationalisternas huvudsäte under kriget. Trots alla avhopp fortsatte det göras film i Shanghai. Detta ledde fram till den så kallade "Den isolerade ön"-perioden, som syftade på Shanghais filmproduktion som en ö i ett hav av japanskt ockuperat territorium. De skådespelare och regissörer som fortsatte att arbeta i staden hade att rätta sig efter de nya lagarna, samtidigt som de inte ville svika sin nationalistiska/kommunistiska övertygelse. Bu Wancang's Mulan går med i armén (1939), som handlar om en ung kinesisk bonde som strider mot en utländsk invasionshär, var ett särskilt bra exempel på Shanghais fortsatta filmproduktion mitt under brinnande krig. Med krigsförklaringarna mot axelmakterna och allianserna med alliansen efter 7 december 1941 fick arbetsfriheten ett abrupt slut; den isolerade ön införlivades med resten av det japanockuperade Kina. Med Shanghais filmindustri under total japansk kontroll, kom filmer som den av Greater East Asia Co-Prosperity Sphere promotade Eternity (1943). I slutet av andra världskriget blev ett av de mest kontroversiella japanskägda bolagen, Manchukuo Film Association, införlivat med den kinesiska filmindustrin.

## Den andra gyllene eran, det sena 1940-talet
Filmindustrin fortsatte att utvecklas efter 1945. Än en gång blev Shanghai det stora filmcentret, samtidigt som nya studior tog över den plats Lianhua och Mingxing hade haft decenniet innan. Bland dessa fanns Xinhua, som vid den här tiden hade blivit en dominerande medtävlare i industrin och en stor sammansättning av privatägda företag. 1946 återvände Cai Chusheng till Shanghai för att blåsa nytt liv i namnet Lianhua, nu som "Lianhua Film Society". Detta utvecklades senare till Kunlun Studios som skulle bli en av de viktigaste studiorna vid den här tiden, med klassiker som Vårfloden flyter österut (1947), Otaliga mängder ljus (1948) och Kråkor och sparvar (1949). Många av filmerna från denna tid visar desillusioneringen med de förtryckande lagarna i Chiang Kai-shek's Nationalistparti. Vårfloden flyter österut, en, i två delar, tre timmar lång film regisserad av Cai Chusheng och Zheng Junli, blev en särskilt stor succé. Framställningen av vanliga kinesers tuffa vardag under det kinesisk-japanska kriget, fylld med bitande samhälls- och politiska kommentarer, väckte publikens förtjusning.
Under tiden flyttade sig bolag som Wenhua Film Company ("Culture Films") bort från den traditionella vänstersynen och utforskade framväxten och utvecklingen av andra dramatiska genrer. Wenhua's romantiska drama, Vår i småstad (1948), regisserad av Fei Mu strax före revolutionen, anses av många kinesiska filmkritiker vara ett av de viktigaste verken i Kinas filmhistoria. Den har till och med utsetts till att vara den bästa kinesiskspråkiga filmen någonsin, av Hong Kong Film Awards 2004. Ironiskt nog var det dess artistiska kvalitet och den uppenbara bristen på "politiska grundkunskaper" som den av kommunisterna stämplades som högerorienterad eller reaktionär, och filmen glömdes snabbt bort på det efter 1949 kommuniststyrda kinesiska fastlandet. Efter det kinesiska filmarkivets återuppöppnande efter kulturrevolutionen släpptes en kopia från originalnegativen, vilket gjorde att Vår i småstad fick en ny, hänförd publik och kom att inspirera en ny generation filmskapare. 2002 kom en hyllad nyversion, regisserad av Tian Zhuangzhuang.

## Kommunisttiden, 1950- och 60-talen
När kommunisterna kom till makten 1949, såg regeringen filmen som en viktig, massproducerad konstform och propagandaverktyg. Fr.o.m. 1951 förbjöds alla filmer från tiden innan 1949, samt alla Hollywood- och Hongkongproducerade filmer, både dåtida och nutida, eftersom kommunisterna ville ha kontroll över all massmedia. Istället producerades filmer vars handling byggdes upp runt bönder, soldater och arbetare, som till exempel Bron (1949) och Den blonda flickan (1950). En av produktionsbaserna i övergångsperioden var Changchun Film Studio. Antalet biobesökare steg konstant, från 47 miljoner 1949 till 417 miljoner 1959, vilket hittills aldrig har överträffats. På de 17 åren mellan grundandet av Folkrepubliken Kina och kulturrevolutionen, producerades 603 långfilmer och 8,342 filmrullar med dokumentärfilmer och nyhetsjournaler. De flesta var ren kommunistpropaganda, betalda och instruerade av regeringen. Kinesiska filmskapare sändes till Moskva för att studera sovjetiskt filmskapande. 1956 öppnades Pekings filmhögskola. Den första kinesiska vidfilmen kom 1960. De animerade filmerna, som för det mesta bestod av en blandning av folklig konst, som till exempel utklippta pappersfigurer, skuggspel, dockteater och traditionella målningar, blev väldigt populära som ett medel för att roa och undervisa barn. Den mest kända, Ödeläggelse i himlen (två delar, 1961-64) gjordes av Wan Laiming på Wan Brothers och vann i kategorin Best Film på London International Film Festival.
Uppmjukandet av censuren 1956-57 och tidigt på 1960-talet ledde till mer naturliga kinesiska filmer som var mer oberoende av deras sovjetiska kollegor. Den mest prominenta filmskaparen under den här eran var Xie Jin, vars två filmer, Kvinnornas röda frigörelse (1961) och Två scensystrar (1965), särskilt visar på det ökade kunnandet inom film som Kina nu höll på att utveckla. Andra filmer förde fram den kinesiska regeringens syn på aktuella händelser, som Nongnu ("Trälar", 1963), vilken skildrar det tibetanska upproret 1959.

## Kulturrevolutionen och följderna, 1960- till 1980-talet
Under kulturrevolutionen inskränktes friheten i filmarbetet starkt. Nästan alla tidigare filmer förbjöds, och bara ett fåtal nya producerades, där den mest kända är en balettversion av den revolutionsromantiska operan Kvinnornas röda frigörelse (1971). Långfilmsproduktionen upphörde nästan helt mellan 1967 och 1972, för att få en blyg nystart 1972, ett år då en första trevande liberalisering ägde rum på kulturens område efter den radikale försvarsministern Lin Biaos bortgång året innan och fördömandet av en med honom förknippad "ultravänster". Mao Zedongs hustru Jiang Qing kom nu att utöva ett allt större inflytande på vad som kunde spelas in och visas. Med strikta regler återigångsatte filmproduktionen så sakta och resulterade i nu i stort bortglömda verk som Vår på stäppen, Den andra våren och Brytningen. Den nya linjen som ofta förknippas med det så kallade "fyras gäng" (av vilka Maos hustru var en fjärdedel!) varade till 1976, då "gänget" efter Maos död förlorade makten och arresterades. Några av de filmer som mest intimt förknippas med "gänget" är fortfarande bannlysta i Kina, ex.vis Chunmiao, berättelsen om en vacker ung så kallad barfotaläkare på landet.
Under de år som följde på kulturrevolutionen, blomstrade filmproduktionen upp igen som det vanligaste mediet för populär underhållning. Familjedramer gick för fulla salonger, och biljetterna till utländska filmfestivaler såldes snabbt slut. Filmindustrin försökte öka publikintresset genom att göra mer innovativa och undersökande filmer, som deras yrkesbröder i väst.
På 1980-talet blev dock tiderna återigen hårdare: andra, nya nöjesformer blev hårda konkurrenter om publiken och många skräck- och kampsportsfilmer kritiserades hårt av myndigheterna. I januari 1986 flyttades ansvaret för filmproduktionen från kulturministeriet till det nyligen bildade Radio-, bio- och tv-ministeriet, för att få det under "striktare kontroll och förvaltning", och för att "stärka kontrollen över produktionen". Slutet av kulturrevolutionen förde med sig den nya genren "ärrdrama" (eng. "scar drama"), som beskrev de emotionella problem som kvarstod från förra perioden. Kvällsregn (Wu Yonggang, Wu Yigong, 1980) och Legenden om Tianyunbergen (Xie Jin, 1980) fick dela på den första utdelade Golden Rooster Award 1981. Det mest kända "ärrdramat" är antagligen Xie Jin’s Hibiskusstaden (1986), men produktionen av dem fortsatte så långt fram som till 1990-talet, med Tian Zhuangzhuang's Den blå pappersdraken (1993).

## Femte generationen, 1980- till 1990-talet
I mitten av 1980-talet började den så kallade Femte generationen av kinesiska filmskapare göra sig gällande på Kinas biografer. De flesta av pionjärerna hade utexaminerats från Pekings filmhögskola 1982, till exempel Zhang Yimou, Tian Zhuangzhuang, Chen Kaige, Zhang Junzhao med flera. De var de första att ha tagit examen inom film sedan kulturrevolutionen, och det dröjde inte länge förrän de gjort sig av med det traditionella och dittills nästan obligatoriska filmberättandet, och började nu istället med ett mer fritt och oortodoxt skapande. Zhang Junzhao's En och åtta (1983) och Chen Kaige's Gul jord (1984) var de som tog det första större steget till uppkomsten av den Femte generationen. De mest kända regissörerna av Femte generationen, Chen Kaige och Zhang Yimou, fortsatte med produktioner som Barnens kung (1987), Ju Dou (1989), Farväl min konkubin (1993) och Höj den röda lyktan (1991), vilka inte bara uppskattades av de kinesiska biobesökarna utan även av den västerländska "konstfilmspubliken". Tian Zhuangzhuang's filmer var inte lika populära, men hade ändå en trogen publik, av vilka bland annat Martin Scorsese ingick. Det var nu som den kinesiska filmen började uppmärksammas och prisas internationellt, bland annat med Guldbjörnen 1988 för Röd Sorghum, Guldlejonet 1992 för Zhang Yimou’s Berättelsen om Qui Ju, Guldpalmen 1993 för Farväl min konkubin och tre Oscarsnomineringar för bästa icke engelskspråkiga film.
Andra, mer olikartade i stilen och ämnesvalen, regissörer i Femte generationen var Huang Jianxin (Olyckan med den svarta kanonen, 1985), och Chen Kaige (Livet på smal lina, 1991), men de delade det allmänna avvisandet av de traditionella, socialrealistiska arbetena av de tidigare filmskaparna från kommunisttiden. Andra viktiga regissörer i Femte generationen är Wu Ziniu, Hu Mei och Zhou Xiaowen. Några av deras djärvare verk med politiska övertoner förbjöds av de kinesiska myndigheterna.
Den Fjärde generationen lyckades också återvinna en viss framskjutande ställning. De fick sitt "smeknamn" efter Femte generationens genombrott. De var regissörer vars karriärer var starkt påverkade av kulturrevolutionen, och var de äldre, professionellt skolade från 1966. Särskilt Wu Tianming kom att göra en stor insats genom att hjälpa till att finansiera Femte generationens regissörer som arbetade på Xi'an Film Studio, samtidigt som han fortsatte göra filmer som Gammal brunn (1986) och Maskernas kung (1996).
Rörelsen Femte generationen slutade i och med massakern på Himmelska fridens torg 1989. Många av regissörerna fortsatte dock göra populära filmer, till exempel Kejsarens skugga (1996) av Zhou Xiaowen, medan andra gick i självvald exil: Wu Tianming flyttade till USA (återvände senare) och Huang Jianxin till Australien. Många andra fortsatte med tv-produktioner.

## Sjätte generationen och framåt, 1990-talet till idag
Den föregående eran har sett ”återkomsten av amatörfilmskaparna” eftersom statens censurpolicy har frambringat en irriterad och nervös undergroundfilmrörelse, vagt refererad som Sjätte generationen. Filmerna gjordes snabbt och med knappt någon budget, vilket gav en dokumentär känsla med sina långa tagningar, handhållen kamera och inga ljudeffekter, vilket mer liknade italiensk neorealism och cinéma vérité än Femte generationens ofta påkostade verk. Många filmer var samarbetsproduktioner och projekt med utländska investeringar. Några speciellt viktiga regissörer från Sjätte generationen är Wang Xiaoshuai (Dagarna, Cykling i Beijing), Zhang Yuan (Beijing Bastards, Östra palatset, västra palatset), Jia Zhangke (Xiao Wu, Okända nöjen, Plattform, Världen) och Lou Ye (Suzhoufloden).
Till skillnad från Femte generationen visade Sjätte generationen en mer individualistisk, oromantisk livssyn och de riktade uppmärksamheten mer åt folkets vardagsliv, speciellt de besvärade av desorientering. Många av filmerna framhäver de negativa följderna av Kinas entré på den moderna kapitalistiska marknaden. Li Yang's Blint spjut till exempel, är en kall berättelse om två mordlystna lurendrejare i den mäktiga men farliga gruvindustrin i norra Kina, medan Jia Zhangke's Världen lägger tonvikten på tomheten av globalisering, i bakgrunden av en internationellt ägd nöjespark.

## Nya dokumentärer
Två decennier av reformer och kommersialiseringar har lett till dramatiska sociala förändringar på det kinesiska fastlandet, vilket inte bara märks i spelfilmerna utan också i den växande produktionen av dokumentärfilm. Wu Wenguang’s På luffen i Beijing: De sista drömmarna (1990) ses numer som det första verket av "Nya dokumentär-rörelsen" i Kina. En annan internationellt uppskattad dokumentär är Wang Bing's episka, nio timmar långa berättelse om nyindustrialiseringen Tie Xi Qu: Väster om spåren (2003). Den första kvinnan i rörelsen, Li Hong, berättar i Bort från Phoenix Bridge (1997) om fyra unga kvinnor som, precis som miljoner andra kvinnor och män, flyttar ut från slumområdena till storstäderna i hopp om ett bättre liv.

## En ny kinesisk, internationell filmindustri?
1999 gjorde den multinationella produktionen Crouching Tiger, Hidden Dragon enorm succé i västvärlden, fast den av den kinesiska publiken kritiserats för att vara alltför tillgjord, bara för att falla publiken i väst i smaken. Likväl bidrog den till att introducera den kinesiska filmkonsten (speciellt Wuxiagenren) för många och ökade populariteten för många kinesiska filmer, som annars kanske hade passerat obemärkt för västerländernas publik. 2002 kom Hero, ett försök att pressa ut mer pengar och vinna popularitet med hjälp av Crouching Tiger, Hidden Dragon. Människorna framför och bakom kameran var några av Kinas mest kända inom filmen, och några hade även viss berömmelse i väst: Jet Li, Zhang Ziyi, Maggie Cheung, Tony Leung Chiu-Wai och regissören Zhang Yimou. Filmen blev en stor kritiker- och publiksuccé i större delen av Asien, och toppade till och med biolistan i USA i två veckor. Bara de amerikanska intäkterna täckte hela produktionskostnaden. 
Succéerna med Crouching Tiger, Hidden Dragon och Hero försvårar det vad som kan kallas gränslinjen mellan kinesiska fastlandets filmkonst och en mer internationellt inriktad "kinesiskspråkig" filmkonst. Till exempel regisserades Crouching Tiger av taiwanesen Ang Lee, medan rollistan består av skådespelare från det kinesiska fastlandet, Taiwan och Hongkong och investeringarna till största delen kom från USA. Denna blandning av människor, pengar och expertis från tre olika regioner (Kina, Hongkong och Taiwan) såg ut att bli genombrottet för kinesiska storbudgetsfilmer rör sig alltmer mot en internationellbaserad arena för att utmana med Hollywoods största filmer. Fler exempel på filmer modell är Flying Daggers (2004), The Promise (2005) och The Banquet (2006). Småfinansierade kinesiskspråkiga filmer är fortfarande mer riktade åt hemmapubliken, speciellt filmen på det kinesiska fastlandet och i Taiwan har haft svårt att hitta distributörer utomlands.

### På svenska
- Kinarapport nr 4 2004, Tema film

### På engelska
- Rey Chow, Primitive Passions: Visuality, Sexuality, Ethnography, and Contemporary Chinese Cinema, Columbia University Press 1995
- Shuqin Cui, Women Through the Lens: Gender and Nation in a Century of Chinese Cinema, University of Hawaii Press 2003
- Dai Jinhua, Cinema and Desire: Feminist Marxism and Cultural Politics in the Work of Dai Jinhua, redaktör Jing Wang och Tani E. Barlow. London: Verso 2002.
- Laikwan Pang, Building a New China in Cinema: The Chinese Left-Wing Cinema Movement, 1932-1937, Rowman & Littlefield Pub Inc 2002
- Jay Leyda, Dianying, MIT Press, 1972
- Harry H. Kuoshu, Celluloid China: Cinematic Encounters with Culture and Society, Southern Illinois University Press 2002
- Yingjin Zhang, Chinese National Cinema (National Cinemas Series.), Routledge 2004
- Jim Cheng, Annotated Bibliography For Chinese Film Studies, Hong Kong University Press 2004

### Fotnoter
1. 1 2 3 4  Martin Geiselmann (1 mars 2006). ”Chinese Film History - A Short Introduction”. Wiens Universitet- Kinakunskapsprogrammet. http://www.univie.ac.at/Sinologie/repository/ueLK110_ChinFilmgesch/filmgeschichteSkript.pdf. Läst 25 juli 2007.
2. 1 2 3 4 5  Zhang Yingjin (10 oktober 2003). ”A Centennial Review of Chinese Cinema”. University of California-San Diego. http://chinesecinema.ucsdedu/essay_ccwlc.html. Läst 26 april 2007.[död länk]
3. ↑  ”A Brief History of Chinese Film”. Ohio State University. Arkiverad från originalet den 6 september 2013. https://web.archive.org/web/20130906220531/http://people.cohums.ohio-state.edu/denton2/courses/c505/temp/history/chapter2.html. Läst 24 april 2007.
4. ↑  Lianhua refereras ibland även i läromedel som Förenade Bildspelstjänsten.
5. ↑  Shelly Kraicer (6 december 2005). ”Timeline”. Hollywood Reporter. Arkiverad från originalet den 12 januari 2007. https://web.archive.org/web/20070112180104/http://www.hollywoodreporter.com/thr/international/feature_display.jsp?vnu_content_id=1001614559. Läst 8 maj 2006.
6. ↑  Ministry of Culture Staff (1 mars 2003). ”Sole Island Movies”. ChinaCulture.org. Arkiverad från originalet den 26 augusti 2006. https://web.archive.org/web/20060826094341/http://www.chinaculture.org/gb/en_artqa/2003-09/24/content_38559.htm. Läst 18 augusti 2006.
7. ↑  Zhang Yingjin (2007-01-2004). ”Chinese Cinema - Cai Chusheng”. University of California-San Diego. Arkiverad från originalet den 2 januari 2008. https://web.archive.org/web/20080102130713/http://chinesecinema.ucsd.edu/directors_ccwlc.html. Läst 25 april 2007.
8. ↑  ”Kunlun Film Company”. British Film Institute. 1 mars 2004. Arkiverad från originalet den 22 januari 2008. https://web.archive.org/web/20080122023815/http://ftvdb.bfi.org.uk/sift/organisation/13907. Läst 25 april 2007.
9. ↑  ”Welcome to the Hong Kong Film Awards”. 1 mars 2004. Arkiverad från originalet den 22 oktober 2019. https://web.archive.org/web/20191022211054/http://www.hkfaa.com/news/100films.html. Läst 4 april 2007.
10. ↑  Zhang Yingjin, "Introduction" in Cinema and Urban Culture in Shanghai, 1922-1943, ed. Zhang Yingjin (Stanford: Stanford University Press, 1999), 8.
11. ↑  Li Xiao (17 januari 2004). ”Film Industry in China”. China.org.cn. http://www.china.org.cn/english/features/film/84966.htm. Läst 27 februari 2007.
12. ↑  Yvonne Ng (19 november 2002). ”The Irresistible Rise of Asian Cinema-Tian Zhuangzhuang: A Director of the 21st Century”. Kinema. Arkiverad från originalet den 16 april 2007. https://web.archive.org/web/20070416073506/http://kinema.uwaterloo.ca/ghy-941.htm. Läst 23 april 2007.
13. ↑  Notably Zhang Yimou served as cinematographer for both films.
14. 1 2  Rose, S. "The great fall of China", The Guardian, 2002-08-01. Retrieved on 2007-04-28.
15. ↑  Kahn, Joseph (7 maj 2003). ”Li Yang's "Blind Shaft" awarded”. New York Times. http://select.nytimes.com/search/restricted/article?res=FA0E1EF63A580C748CDDAC0894DB404482. Läst 28 april 2007.
16. ↑  Rapfogel, Jared (1 december 2004). ”Minimalism and Maximalism: The 42nd New York Film Festival”. Senses of Cinema. Arkiverad från originalet den 16 juli 2011. https://web.archive.org/web/20110716041050/http://www.sensesofcinema.com/2005/festival-reports/new_york2004/. Läst 28 april 2007.
17. ↑  Kraicer, Shelly. ”Lost in Time, Lost in Space: Beijing Film Culture in 2004”. Cinema Scope No. 21. Arkiverad från originalet den 12 maj 2008. https://web.archive.org/web/20080512011559/http://www.cinema-scope.com/cs21/fea_kraicer_beijing.htm. Läst 28 april 2007.

### Webbkällor
- Artikeln är, helt eller delvis, en översättning från Engelska Wikipedia.